# Bohumil Lizner
Bohumil Lizner (23. srpna 1881 Srbín – 4. března 1957 Hradec Králové) byl český akademický malíř, loutkář a středoškolský učitel kreslení. Věnoval se hlavně malbě krajin (např. na Podkarpatské Rusi, Orlické hory), podobizen, ale tvořil také ex libris a plakáty.

## Život
Bohumil Lizner se narodil v Srbíně, dnes součásti Mukařova ve středních Čechách otci Václavu Liznerovi a jeho ženě Kateřině rodem Zvěřinové. Pocházel ze selského rodu a později se vyučil lakýrníkem. Základy malířství získal na soukromých kurzech u malířů Adolfa Liebschera, Ratmajtera a Jana Minaříka. Poté studoval na UMPRUM v Praze a od roku 1907 na Akademii výtvarných umění v bavorském Mnichově. V roce 1910 se oženil s Marií Durynkovou a dále pokračoval ve studiu malby na soukromé škole v Paříži. Za studiem jel i do Jugoslávie. Poté, co se vrátil do Čech, se stal učitelem Průmyslové školy v Pardubicích. V roce 1913 se přestěhoval do Hradce Králové, kde se ujal pozice profesora kreslení na Učitelském ústavu v Hradci Králové. Tuto pozici vykonával v letech 1915–1918 a 1920–1923.
Jeho první výstava se ale uskutečnila až po první světové válce. V červenci 1920 měl výstavu svých obrazů v muzeu v Hradci Králové. K vidění byly zejména rodinné portréty známých osobností – např. malíře Jana Minaříka, průkopníka aviatiky Jana Kašpara, sportovce Karla Koželuha, režiséra Václava Wassermana, sochaře Jaroslava Horejce či spisovatele Ignáta Herrmanna. V roce 1929 se konala další výstava Liznerových obrazů a kreseb, tentokrát společně se sochami Jaroslava Horejce. V roce 1942 se pak od 22. března až 12. dubna konala jeho další velká souborná výstava. Ve stejném muzeu byla v mezidobí ve 20. a 30. letech 20. století jeho díla k vidění i v rámci kolektivních výstav Zimní krajina (1926), Hradečtí umělci – souborná výstava projektů, obrazů a plastik (1930/1931), Hradečtí výtvarníci (1933). Hradečtí výtvarníci, jejichž byl Lizner prvním předsedou, také vystavovali v Náchodě. Vystavoval také v pražské Rubešově galerii či v průmyslovém muzeu v Pardubicích. Od roku 1932 jezdil na Podkarpatskou Rus a maloval tam obrazy zachycující tamní krajinu a napsal o tomto regionu také řadu článků v regionálním tisku.
Nejvíce činný byl v Hradci Králové, kde žil a působil a kde se dochovalo několik jeho realizací. Je mj. autorem okna v katedrále sv. Ducha zachycujícího sv. Ludmilu a okna v Borromeu v Hradci Králové. Jako portrétista zachytil řadu významných osobností Hradce Králové své doby, např. dlouholetého starostu Františka Ulricha, ředitele sokolské filharmonie Václava Kose, či malíře a generála Mikuláše Antonína Čílu, paní Klumparovou či továrníky Nevyhoštěného a Petrofa. Liznerův portrét Leopolda Baťka z roku 1930 visí v salonku královéhradeckého Klicperova divadla a objednalo si jej tehdejší divadelní kuratorium. Jeho dílem je mj. výtvarné řešení reliéfu na památníku Aloise Jiráska v Jiráskových sadech v Hradci Králové. Ve 30. letech 20. století se zároveň podílel na restaurování výmalby interiérů přeneseného dřevěného kostela sv. Mikuláše, rovněž v Jiráskových sadech. Obraz Operace je ve vlastnictví Fakultní nemocnice v Hradci Králové a umístěn v budově neurologické kliniky. Zachycuje profesory Jana Bedrnu, Rudolfa Petra a Jaroslava Procházku při operaci. Liznerův obraz je k vidění také v budově České spořitelny v Hradci Králové. Mezi další majitele Liznerových obrazů patří kromě řady soukromníků také Muzeum východních Čech v Hradci Králové, Národní galerie v Praze či Ministerstvo zdravotnictví České republiky.
Lizner byl členem Masarykovy letecké ligy v Hradci Králové a se v roce 1936 stal jejím předsedou. Výtvarně zpracoval její prapor, pracoval i na návrzích pohlednic a dalších tiskovin spolku. Za války se podílel na odboji a krátce byl také držen gestapem. Vzhledem k protikomunistickému postoji měl v poválečném období řadu nedorozumění s tehdejším vedením Svazu výtvarníků v Hradci Králové. Z těchto důvodů byla jeho poslední výstava připravovaná jako přehled celoživotního díla odložena a nakonec se uskutečnila jako posmrtná.

## Dílo
Příklady názvů Liznerových obrazů:
- Koupání u Karlova mostu
- V horách
- Mladý kuchtík připravující hody
- Hlava selky[11]
- Podobizna rodičů
- Podobizna dcery
- Ovčák
- Ivan
- Poloniny
- Stáje na poloninách
- V ateliéru
- Huculská nevěsta[2]

### Adresáře
- 1937 Adresář výtvarných umělců československých, Syndikát výtvarných umělců československých